# Honorije III. od Monaka
Honorije III. od Monaka, rodnim imenom Honoré Camille Léonor Matignon-Grimaldi (Pariz, Francuska, 10. studenog 1720. – Pariz, Francuska, 21. ožujka 1795.), monegaški knez od 1731. do 1793. godine. Sin je monegaške kneginje Lujze Hipolite, kćeri monegaškog kneza Antonija I. od Monaka i francuskog plemića, grofa Jacquesa Goyona de Matignona te drugi monegaški vladar iz dinastije Matignon-Grimaldi.

## Životopis
Honorije III. je bio po majčinom porijeklu potomak monegaške dinastije Grimaldi, a po očevom porijeklu potomak drevne normanske obitelji. Poslije majčine smrti 1731. godine, prijestolje je preuzeo njegov otac Jakov I. od Monaka, ali je zbog loše vladavine bio prisiljen napustiti Monako već u svibnju 1732. godine, da bi sljedeće godine i formalno abdicirao u korist svoga sina Honorija koji je tada bio maloljetnik u dobi od trinaest godina.
Budući da je maloljetni Honorije III. ostao u Parizu s ocem Jakovom, Monakom je u njegovo ime vladao Antonio Grimaldi, nezakoniti sin bivšeg monegaškog kneza Antonija I., kao regent (1732. – 1784.). U međuvremenu je Honorije odrastao, ali nije želio aktivno preuzeti vladavinu nad Monakom te je umjesto toga sudjelovao u Ratu za austrijsku baštinu (1740. – 1748.) za kojeg je stekao naslov maršala Francuske. Premda je sudjelovao u ratu, njegova je kneževina bila neutralna te je primala i francuske i engleske brodove. Unatoč tome, hrvatski vojnici u službi Austrije opljačkali su i poharali zaleđe Kneževine Monako, ali su svi napadači bili odbačeni do 1748. godine.
Nakon izbijanja Francuske revolucije 1789. godine, knez Honorije III. uputio se u francusku kako bi od revolucionarnog režima zaštitio svoje francuske naslove i posjede. Pravdao se pred Narodnom skupštinom da nisu svi njegovi posjedi dodijeljeni kao poklon francuskog kralja, nego da su neki zasluženi kao nagrada za vjerno služenje Francuskoj. Skupština mu je ipak oduzela posjede, ali su mu odlučili dati mirovinu kao znak kompenzacije za izgubljena imanja. Međutim, uskoro je Danton došao na vlast i proglasio republiku u Francuskoj te je Honorije uspio dobiti samo francusko priznanje monegaške neutralnosti. U nastavku događanja, Francuska se nije držala ni tog obećanja pa je krajem 1792. godine odlučila zaposjesti Monako, što je ostvareno početkom 1793. godine. Honorije III. je bio prisiljen odreći se prijestolja, monegaška monarhija je ukinuta, a Monako je pripojen Francuskoj i bio preimenovan u tvrđavu Herkul. Honorije je bio uhićen i zatvoren u rujnu 1793. godine, a pušten je iz zatvora godinu dana kasnije narušena zdravlja, zbog čega je uskoro umro.

## Obitelj
Godine 1751. oženio je Mariju Katarinu Brignole (1737. – 1813.) iz ugledne francuske velikaške obitelji s kojom je imao dvojicu sinova:
- Honorije IV. (1758. – 1819.)
- Josip Grimaldi (1763. – 1816.)